# Anastasia Michaeli

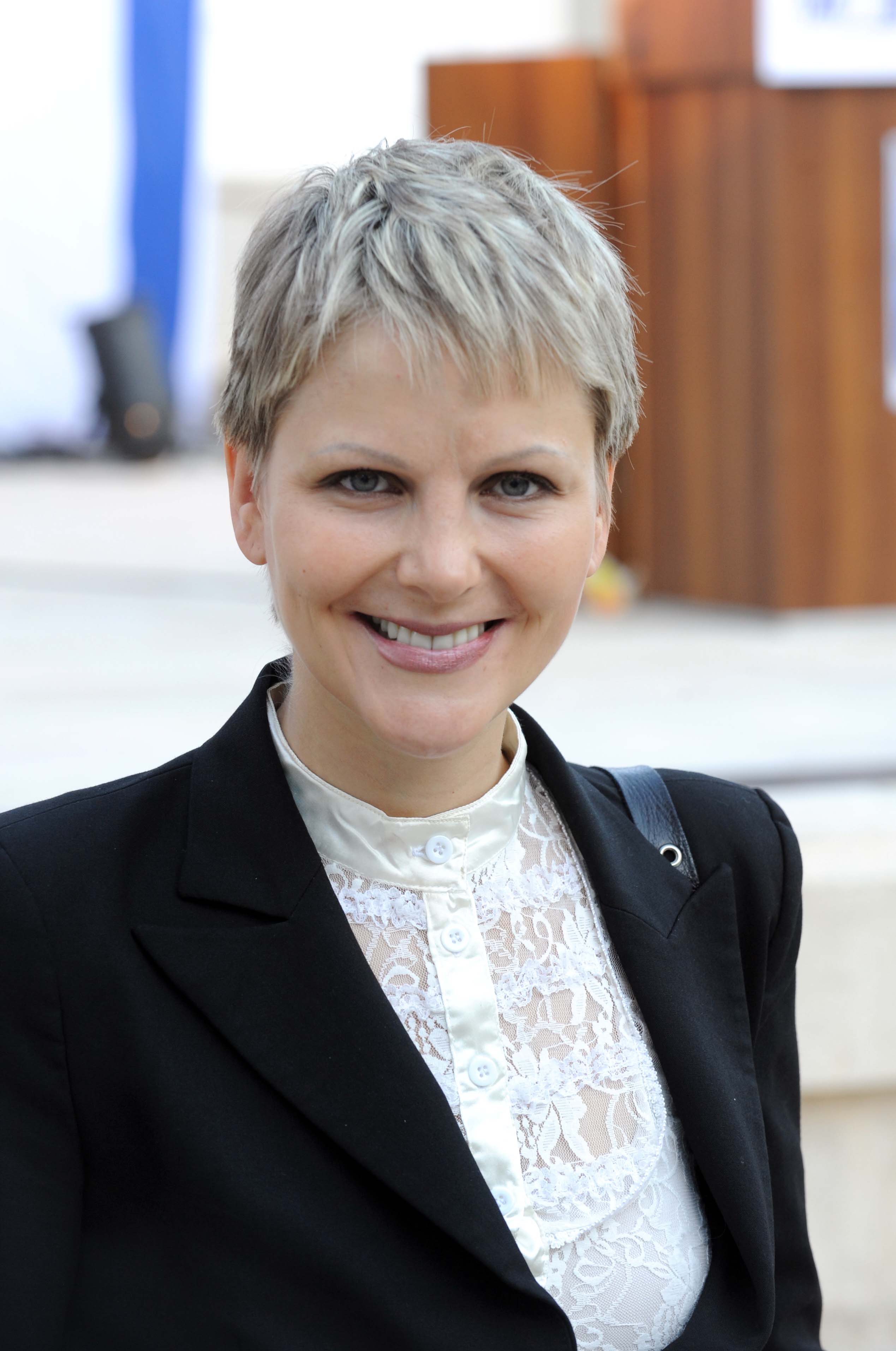
Anastassia Michaeli (2009)

Anastasia Michaeli (russisch Анастасия Владимировна Михалевская, hebräisch אנסטסיה מיכאלי; * 12. Juli 1975 in Leningrad, Sowjetunion) ist eine israelische Politikerin, die seit 2009 Mitglied der Knesset für die Jisra’el Beitenu ist; darüber hinaus arbeitete sie auch als Fernsehjournalistin, Model sowie in der Wirtschaft.

## Biografie
Michaeli wurde in Leningrad, dem heutigen Sankt Petersburg, als Kind ethnischer Russen geboren. Sie absolvierte ein Studium in Elektrotechnik an der Staatlichen Universität für Telekommunikation in Sankt Petersburg. Während ihres Studiums wurde sie 1995 zur Miss Sankt Petersburg gekürt. Daraufhin nahm sie ein Jahr Auszeit, in dem sie nach Paris zog und dort als Model arbeitete.
Auf einer Sankt Petersburger Technologieausstellung lernte sie ihren späteren Mann Josef Samuelson kennen. Samuelson, der ursprünglich aus Riga in Lettland stammte, immigrierte im Jahr 1971 im Alter von elf nach Israel. Sie heirateten 1997 und Michaeli zog nach Israel und konvertierte dann zum Judentum. Sie haben acht Kinder.
Sie absolvierte ein Wirtschaftsstudium an der Bar-Ilan-Universität in Ramat Gan. Ihre Medienkarriere begann 2002, als sie bei dem neuen russischsprachigen Fernsehsender Israel Plus angestellt wurde, wo sie als Journalistin und Moderatorin arbeitete. 2006 spielte sie in zwölf Folgen der israelischen Serie Miluim mit.
2005 trat sie der Kadima bei, die Partei konnte bei den Wahlen 2006 allerdings nicht genug Stimmen gewinnen, um Michaeli einen Abgeordnetenplatz zu sichern. Im Dezember 2008 nahm sie Avigdor Liebermans Angebot an und trat in dessen Partei Jisra’el Beitenu ein; bei den Wahlen 2009 war sie auf Listenplatz 9 gesetzt und zog anschließend in die Knesset ein, nachdem ihre Partei 15 Sitze gewinnen konnte.
Am 9. Januar 2012 füllte Michaeli während einer Sitzung der parlamentarischen Bildungskommission ein Glas mit Wasser und schüttete es ihrem (arabischen) Kollegen, dem Abgeordneten Raleb Majadle von der Arbeitspartei ins Gesicht. Die Ethikkommission der Knesset suspendierte sie daraufhin für einen Monat. Dies war nicht der erste Zwischenfall, in den Michaeli verwickelt war. Bereits 2010 war sie von der Ethikkommission gerügt worden, nachdem sie gegen ihre Kollegin Hanin Soabi von der Balad-Partei handgreiflich geworden war, indem sie versuchte, diese von der Rednertribüne zu zerren. Soabi hatte zuvor an Bord der Mavi Marmara am Free-Gaza-Konvoi teilgenommen. Im Juni 2012 machte sie im Radio homophobe Bemerkungen.